# Баду
Баду (англ. Badu Island) — остров в 60 км к северу от острова Терсди (Квинсленд, Австралия). Входит в группу островов Торресова пролива.

## География
Баду представляет собой небольшой остров, расположенный в западной части группы островов Торресова пролива, примерно посередине между Папуа — Новой Гвинеей и Австралией. Ближайший остров, Моа, отделён от него трёхкилометровым проливом. Площадь Баду составляет 97,8 км². Длина береговой линии — 43,2 км. Высшая точка достигает 209 м.
С геологической точки зрения остров Баду и соседний Моа представляют собой остатки существовавшей в период плейстоцена земельной перемычки между островом Новая Гвинея и континентом Австралия, а также являются северной оконечностью полуострова Кейп-Йорк, возникновение которого датируется примерно периодом голоцена. Сам остров Баду отделился от полуострова примерно в 8-6 тысячелетии до нашей эры.
Значительную часть острова занимают обнажённые базальтовые породы. Открытые местности слегка покрыты растительностью. Имеются густые мангровые заросли.

## История
В прошлом Баду имел репутацию острова охотников за головами. До 1870-х годов основными занятиями местных жителей была охота на черепах, дюгоней. Между островитянами часто вспыхивали конфликты.
В 1870-х годах на острове была основана база ловцов жемчуга, а к 1880-м годам основным занятием для местных жителей стала работа на небольших судах. Примерно в это же время на острове появились первые христианские миссионеры.

## Население
В 2006 году на Баду проживало 818 человек. Из них подавляющее большинство (707 человек) были представителями коренных народов Австралии (островитян Торресова пролива и австралийских аборигенов). Основные языки общения — креольский язык Торресова пролива (на нём общались 455 человек) и кала-лагав-я (150 человек). На английском языке дома общались только 7,7 % островитян. Основная религия — христианство (англиканство). Главное поселение находится на юго-западном берегу. На острове действует аэродром.